# 天貓座7
天貓座7，又名BD+55 1093，HD 46101、SAO 25814、HR 2376，是天貓座的一颗恒星，视星等为6.45，位于銀經159.97，銀緯19.75，其B1900.0坐标为赤經6h 26m 13.5s，赤緯+55° 19.75′ 35″。